# 나합 양씨
나합 양씨(羅閤 梁氏, ? ~ ?)는 조선 후기의 기생 출신 여성이자, 조선 후기의 권력자였다. 본관은 나주(羅州)이며, 순조비 순원왕후의 친오라비인 김좌근의 첩이었다. 전라남도 나주 출신이다.
본래는 기생이었으나, 권력을 휘둘렀으므로 나합(羅閤)이라 불렸다.

## 생애
전라남도 나주 출신이다. 인사성이 빨라 김좌근은 그녀에게 빠져들었고, 한참 뒤부터는 그녀와 함께 국정을 논하면서 방백수령들이 그들의 손에서 많이 나왔다. 더구나 나합은 남편 김좌근 몰래 빈객들과 간통까지 했으며, 한때 그의 세력이 커져 부끄러움을 모르는 자는 아첨하기를 나합이라고 불렀다. 나합은 “나주 합하”의 약칭으로 남편인 김좌근이 삼정승을 지낸 거물로, 삼정승에게 붙는 존칭인 합하를 붙이게 된 것에서 유래한다. 그에게 비판적이었던 세인들은 “나주 조개”라고 비아냥대기도 했다.
그런데 어느 날 참판 조연창이 나합의 초대를 받고 둘이 대좌하고 있는데, 김좌근이 갑자기 들어와 그를 보고 꾸짖었다. “영감은 대체 무슨 일로 이 곳에 와 있소?”라고 하자 이 말을 들은 나합은 웃으며 둘러댔다. “어찌 대감은 관상을 벌써 보셨습니까? 저 또한 관상을 보려고 합니다.” 김좌근은 손뼉을 치면서 응대하였다. “옳소, 옳소” 그런 뒤에 나갔다. 황현에 따르면, 당시 조연창은 관상을 잘 봤다고 하는데 후에 이름을 별창으로 고쳤다.

## 같이 보기
- 김좌근
- 순원왕후
- 김조순